# Daniela Vilar
Daniela Marina Vilar (Lomas de Zamora, 2 de enero de 1984) es una política y politóloga argentina. Desde el 29 de diciembre de 2021, se desempeña como Ministra de Ambiente de la Provincia de Buenos Aires.

## Biografía
Es Licenciada en Ciencia Política por la Universidad de Buenos Aires y Magíster en Políticas Públicas de la Universidad de San Andrés. Realizó un posgrado en Desarrollo Local y Economía Social en la Facultad Latinoamericana de Ciencias Sociales (FLACSO). Es becaria de la Fundación Universitaria Río de la Plata (FURP).  
Investigó y trabajó la temática de Gobierno Abierto y Participación Ciudadana y la importancia de generar instrumentos para la cocreación de políticas públicas. Coautora del primer libro colaborativo en habla hispana sobre la temática Gobierno Abierto “Open Government". Presentó escritos sobre Gobierno Abierto en varios congresos internacionales como OGP Academy en la universidad de Carleton Ottawa.
Se especializa en cuestiones ambientales y tiene una amplia trayectoria en políticas públicas de reciclado y gestión de residuos, prácticas agroecológicas y soberanía alimentaria.
Comenzó su militancia política desde muy joven en el distrito de Lomas de Zamora. Forma parte de la agrupación política La Cámpora.
Trabajó como docente en escuelas secundarias de Lomas de Zamora. En 2015 resultó electa como concejal de Lomas de Zamora por el Frente para la Victoria, cargo desde el que desarrolló políticas públicas sobre gestión ambiental sustentable, participación ciudadana, género, juventud y desarrollo de la primera infancia.
En las Elecciones Generales del 2019 fue electa para ocupar el cargo de Diputada de la Nación Argentina por el Frente de Todos, banca que ejerció desde 2019 a 2021. Allí presidió la Comisión de Modernización Parlamentaria, que estuvo a cargo de la creación del Protocolo de Funcionamiento Parlamentario Remoto que permitió que el Congreso sesione de forma telemática durante la pandemia del coronavirus. Además, fue vicepresidenta 2° de la Comisión de Recursos Naturales y Preservación del Ambiente. Fue una de las impulsoras del Foro Legislativo Ambiental, un dispositivo de participación ciudadana para la cocreación de leyes, que contó con la participación de más de 1500 personas de todo el país y resultó en la presentación de dos proyectos de ley. Durante su mandato como legisladora nacional representó a la República Argentina en encuentros ambientales internacionales como la PreCOP en Roma y la COP26 en Glasgow.
En el año 2021, el Gobierno de la Provincia de Buenos Aires, bajo el mandato de Axel Kicillof, creó el primer Ministerio de Ambiente. Vilar fue convocada a ejercer el cargo de Ministra, que ocupa actualmente. Trabaja en diversos ejes de gestión en los que se destaca la gestión sustentable de residuos sólidos urbanos, el saneamiento de basurales a cielo abierto, la adaptación y mitigación al cambio climático, la Educación Ambiental y participación ciudadana, el fortalecimiento al sistema de Áreas Naturales Protegidas y el desarrollo productivo sustentable. 
También llevó adelante una carrera deportista como arquera de balonmano en el Club Cideco que se consagró con su participación en la Selección Argentina Femenina de Beach Handball durante los juegos Panamericanos y el Mundial 2014.